# Acanthais
Acanthais là một chi ốc biển, là động vật thân mềm chân bụng sống ở biển trong họ Muricidae, họ ốc gai.

## Các loài
Các loài thuộc chi Acanthais bao gồm:
- Acanthais brevidentata (Wood, 1828)[2]